# Шнековий конвеєр

Принцип роботи гвинтового (шнекового) конвеєра

Гвинтови́й конве́єр, шне́ковий конве́єр, шне́ковий (гвинтови́й) транспорте́р або просто шнек — шнекова машина, різновид конвеєра, у якому вантаж переміщується волочінням уздовж нерухомого жолоба лопатями обертового гвинта. Прообразом сучасних гвинтових конвеєрів став винайдений Архімедом у ІІІ ст. до н. е. водопідіймальний пристрій, що отримав назу гвинт Архімеда. Гвинтовий конвеєр — різновид транспортних машин безперервної дії.

## Будова і принцип роботи

Будова шнекового конвеєра

Перші спроби використання шнеків для транспортування насипних вантажів датуються XVI—XVII ст. Шнековий конвеєр зі спіральними лопатями почали застосовувати в промислових умовах у США в 1887 р.
Гвинтовий конвеєр зазвичай складається з нерухомого жолоба або трубки, що містить гвинт (шнек), який підтримується підвісними підшипниками, з приводом на одному кінці і вільним іншим кінцем. Крім цього, гвинтовий конвеєр має завантажувальний і розвантажувальний патрубки, приєднувальні фланці, механічний редуктор та приводний електродвигун.
Переміщення вантажу вздовж осі жолоба забезпечується витками гвинта. Витки бувають суцільні, стрічкові і фасонні. Суцільні — застосовують при транспортуванні сухих, порошкоподібних і дрібнозернистих вантажів, стрічкові — для крупнозернистих і липких вантажів, фасонні — для переміщення речовин, здатних до злежування, або ж при суміщенні транспортних і технологічних операцій (змішування, подрібнення тощо). Гвинти можуть бути одно-, дво-, і тризахідні. Випускаються, також, гнучкі шнекові транспортери, у яких роль шнека виконує циліндрична пружина.
Швидкість транспортування об'єму є пропорційною до швидкості обертання шнека. У промисловості на гвинтових конвеєрах часто використовують пристрої регулювання швидкості.
Іноді шнековий конвеєр називають просто шнеком, хоча це поняття у прямому розумінні стосується лише обертової частини шнекового устаткування.

## Технічні параметри

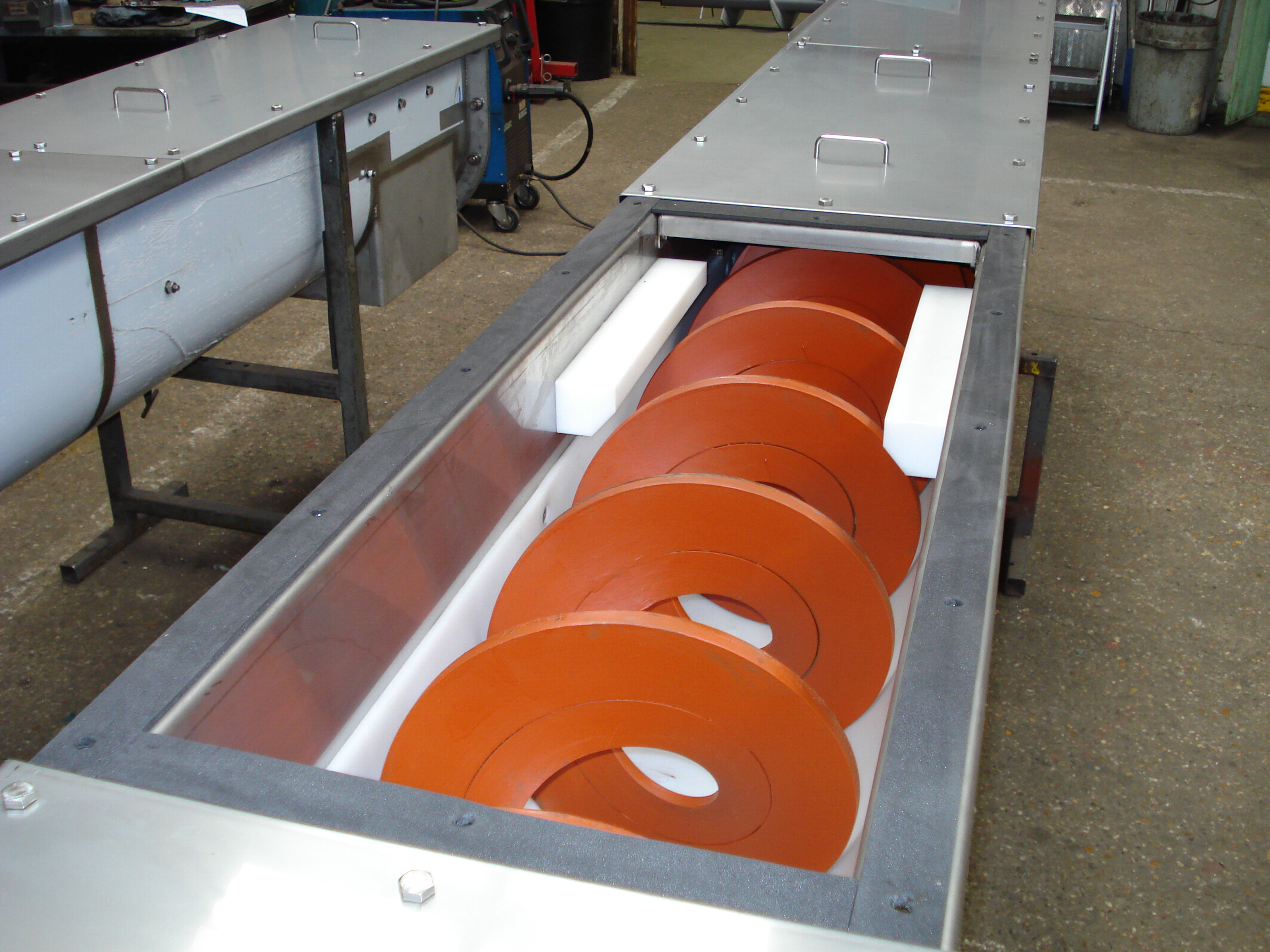
Гвинтовий конвеєр зі стрічковим гвинтом

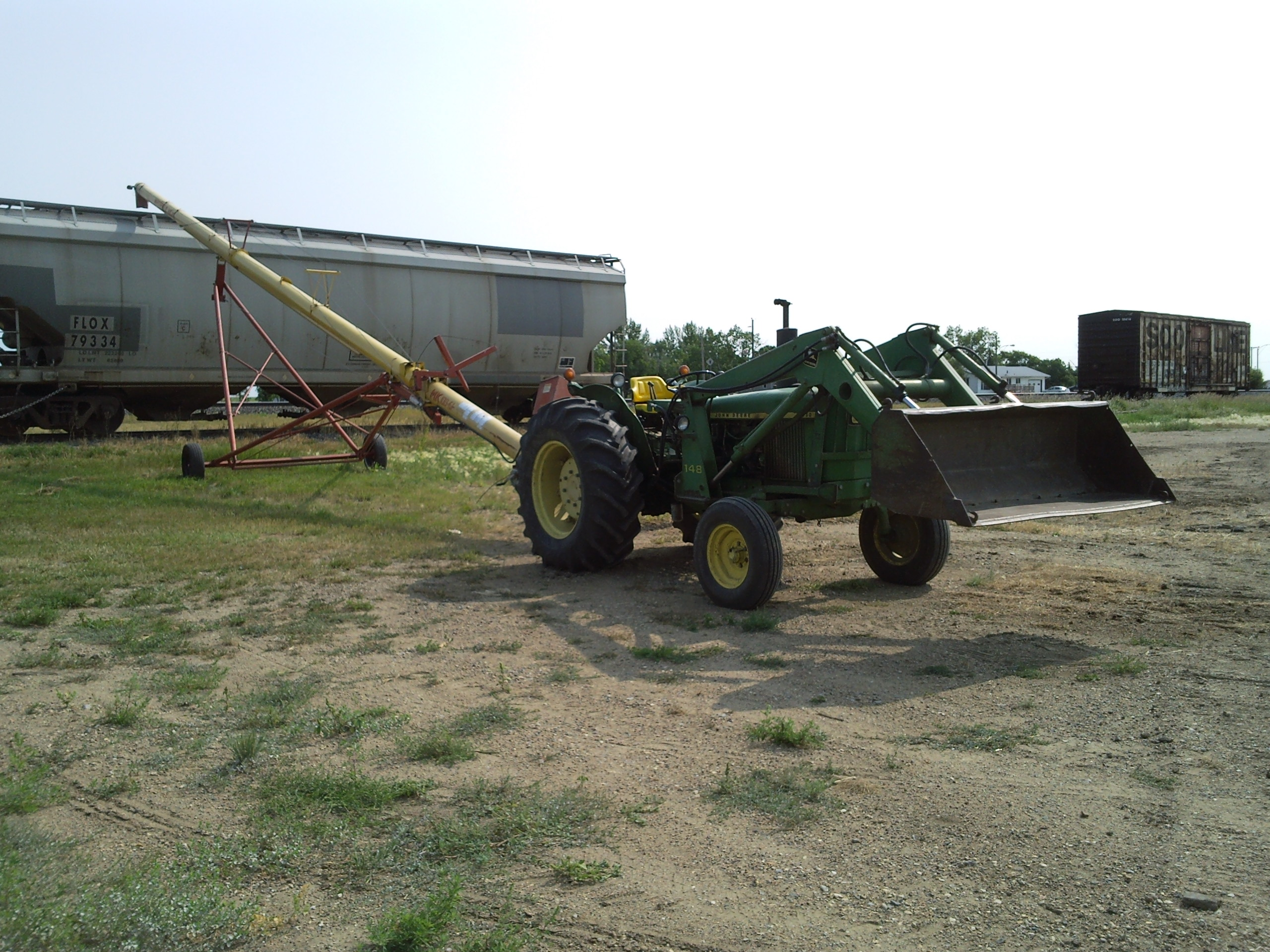
Шнековий транспортер з приводом від трактора для завантаження сипких речовин у залізничні вагони

Гвинтові конвеєри використовуються для транспортування у горизонтальному, вертикальному чи похилому напрямках сипких, дрібнокускових, пилоподібних, порошкових матеріалів (зазвичай на відстань до 60 м по горизонталі і до 15 м — по вертикалі і з продуктивністю — до 150 т/год). Діаметр шнека 100…600 мм, частота обертання 10…120 хв−1. Недоцільно за допомогою шнеків переміщати липкі, високоабразивні, а також речовини, що схильні до ущільнення.
Гвинтові конвеєри можуть додатково використовуватись як живильники, дозатори чи змішувачі. Для змішування матеріалів використовують так звані диференційні шнеки, в яких гвинти двох суміжних шнеків обертаються у протилежних напрямах.

## Галузі використання
Шнеки використовують на підприємствах з виробництва будівельних матеріалів, гірничо-збагачувальній та хімічній промисловості, в комбікормовій, борошномельній та деревообробній галузях. У машинобудівних цехах застосовується для транспортування зливної стружки від металорізальних верстатів.
У сільському господарстві гвинтовий конвеєр використовується для переміщення зерна з вантажівок і зерновозів у бункери для зберігання зерна. Шнек для транспортування зерна може бути приведений в дію електродвигуном або двигуном трактора, через механізм відбору потужності, а іноді і власним двигуном внутрішнього згоряння.
Спеціалізована форма гвинтового конвеєра використовується для передачі зерна в сівалки. Такі шнеки з малим діаметром, незалежно від використання часто називають «олівцевими шнеками».
Гвинтові конвеєри або шнеки використовуються в роторних снігоочисниках, зернозбиральних комбайнах, льодобурах, машинах лиття під тиском, сміттєвозах, при виробництві висівок і пластівців, при транспортуванні шламу на нафтових родовищах, для подачі палива у піч. У першій половині XX століття для подачі твердого палива в топки паровозів використовувалися шнекові вуглеподавачі.

## Переваги та недоліки
До позитивних властивостей шнеків відносяться:
- простота конструкції і нескладність технічного обслуговування;
- невеликі габаритні розміри у порівнянні з іншими транспортувальними пристроями (стрічковими і пластинчастими конвеєрами) однакової продуктивності;
- герметичність та здатність транспортування гарячих, пилоутворювальних та токсичних матеріалів);
- зручність проміжного розвантаження.

Негативними особливостями шнеків є значне стирання і подрібнення вантажу, висока питома витрата енергії, підвищене зношування жолобу і гвинта.

## Особливості проектування
Вихідними даними для проектування є характеристика вантажу, висота і відстань його транспортування, а також продуктивність конвеєра. На базі вихідних даних розробляється схема конструкції, визначається кут нахилу число проміжних опор гвинта (через 2…4 м).
Діаметри гвинтів горизонтальних і похилих конвеєрів повинні бути не менше ніж у 12 разів більшими за розмір кусків при транспортуванні однорідного за розмірами кусків вантажу і хоча би у 4 рази більшими максимального розміру куска при транспортуванні нерозсортованого вантажу. Діаметри шнеків Dw призначаються з ряду переважних чисел. Діаметр вала шнека приймається dв≈ 0,35…0,10 Dw. Крок гвинта приймається рівним діаметру шнека. Частота обертання гвинта залежить від виду вантажу і діаметра шнека. Максимальна частота обертання шнека визначається за приблизними співвідношеннями: для легких неабразивних матеріалів n = 60/Dw, для важких неабразивних матеріалів n = 45/Dw і для важких абразивних матеріалів n = 30/Dw.
Частота обертання, що приймається для вертикальних чи значно нахилених конвеєрів приймається більшою, ніж у пологих і рекомендується обирати у залежності від діаметра шнека:
| Dw, (мм)    | 150 | 250 | 400 | 500 |
| nв, (об/хв) | 210 | 170 | 140 | 80  |

Попереднє визначення діаметра шнека робиться за формулою:
{\displaystyle D_{w}=0,28{\sqrt {\frac {Q}{\xi n_{B}t_{w}\rho c_{\beta }\psi }}},} (м).
де Q — задана масова продуктивність, т/год;
ξ — емпіричний коефіцієнт (ξ = tw/Dw);
tw — крок гвинта;
ρ — насипна густина (щільність) транспортованого вантажу, т/м³;
ψ — коефіцієнт заповнення поперечного перерізу шнека, який рекомендується приймати залежно від виду вантажу (ψ = 0,125 — для важких абразивних вантажів;  ψ = 0,25 — для важких малоабразивних вантажів; ψ = 0,32 — для легких малоабразивних вантажів; ψ = 0,4 — для легких неабразивних вантажів); cβ залежить від кута нахилу і змінюється від 1 до 0,65 при зміні кута нахилу конвеєра до горизонту від 0º до 20º.
Вказані значення ψ можуть бути збільшені в 1,5…2,0 разів для коротких гвинтових конвеєрів, що не мають проміжних опор вала і зменшені га 10…15 % при транспортуванні пилоподібних сипких вантажів.
Отриманий діаметр шнека уточняється з рядом переважних чисел, при цьому обирається найближче більше значення. Отримане значення перевіряється по крупності кусків транспортованого вантажу.
Розрахункова масова продуктивність визначається за формулою:
{\displaystyle Q_{p}=Q_{V}\rho =47D_{w}^{2}\xi n_{w}\psi c_{\beta },} (т/год)
де: Qp — об'ємна продуктивність, м³/год.
При транспортуванні сипких вантажів продуктивність конвеєра із стрічковою спіраллю приблизно на 30…30 % менша за продуктивність конвеєра із суцільною спіраллю, а потрібна потужність на валу шнека Nw наближено визначається за формулою:
{\displaystyle N_{w}={\frac {Q_{p}L}{367}}(w\pm \sin {\beta }),} (кВт), де: L — довжина конвеєра, м;
w — коефіцієнт опору, величина якого для різних вантажів набуває значень від 4,0 для вапна, коксу, цукру до 1,2 для зерна. Знак «мінус» береться при спуску вантажу.